# هندسه متناهی

صفحه آفین متناهی از مرتبه ۲، شامل ۴ «نقطه» و ۶ «خط». خط‌های همرنگ را «موازی» نامند. مرکز شکل، «نقطه» ای از این صفحه آفینی نیست، لذا دو «خط» سبز همدیگر را «قطع» نمی‌کنند.

هندسه متناهی (به انگلیسی: Finite Geometry)، هرنوع دستگاه هندسی است که تنها دارای تعداد متناهی نقطه می‌باشد. هندسه اقلیدسی رایج، متناهی نیست، چون خط اقلیدسی دارای تعداد بی‌شماری نقطه می‌باشد. هندسه‌ای مربوط به گرافیک نمایش‌یافته روی صفحه کامپیوتر هندسه متناهی می‌باشد، که در آن پیکسل‌ها نقش نقاط را دارند. در حالی که هندسه‌های مختلفی در دسته هندسه‌های متناهی می‌گنجند، عمده توجه به دلیل نظم و سادگی بر روی فضاهای تصویری و آفین متناهی می‌باشد. انواع مهم دیگری از هندسه متناهی، صفحات موبیوس، معکوس، و بنز و همچنین معاد ابعاد بالاترشان چون هندسه‌های معکوس می‌باشد.
هندسه‌های متناهی را می‌توان از طریق جبر خطی و با شروع از فضاهای برداری روی میدان‌های متناهی ساخت؛ صفحات آفین و هندسی که بدین طریق ساخته می‌شوند را هندسه‌های گالوا می‌نامند. هندسه‌های متناهی را می‌توان به صورت محض اصول موضعی نیز ساخت. بسیاری از هندسه‌های متناهی رایج، هندسه‌های گالوا هستند، چرا که هر فضای هندسی متناهی از بعد سه یا بیشتر یک‌ریخت با فضای تصویری روی یک میدان متناهی است (یعنی تصویرسازی یک فضای برداری روی میدانی متناهی). با این‌حال، بعد دو دارای صفحات آفین و تصویری است که با هندسه‌های گالوایی یکریخت نبوده، به این صفحات، صفحات غیر-دزارگی می‌گویند. نتایج مشابهی برای سایر انواع هندسه‌های متناهی نیز برقرار است.